# Michael Byram
Michael Stuart Byram (* 19. November 1946) ist ein britischer Sprachwissenschaftler und seit 2008 emeritierter Professor der University of Durham.

## Lehrer und Hochschullehrer
Byram begann seine Karriere als Deutsch- und Französischlehrer an einer secondary school und unterrichtete Englisch an einer community school. Im Jahre 1980 wurde er für die Ausbildung von Lehrern an der University of Durham vorgeschlagen, womit seine Forschungen zum Sprachunterricht mit Angehörigen von Sprachminderheiten, zum Fremdsprachenunterricht und zum Aufenthalt von Schülern im Ausland begannen. Er veröffentlichte zahlreiche Bücher und wissenschaftliche Artikel.

## Das ICC-Modell
Zu seinen besonderen Leistungen zählt die Erarbeitung eines fünfstufigen Modells zu interkultureller Kompetenz von Sprachlernern. Das „Model of Intercultural Communicative Competence (ICC)“ (1997) findet derzeit in der Fachdidaktik große Verbreitung.
Es legt fünf sogenannte „savoirs“ fest:
- Savoirs (Wissen)
- Savoir être (Einstellungen eines interkulturellen Sprechers)
- Savoir comprendre (Fähigkeit, eine andere Kultur zu verstehen)
- Savoir apprendre (Fähigkeit, neues Wissen zu erwerben)
- Savoir s'engager (Fähigkeit, fremde Kultur kritisch zu reflektieren)

## Quelle
- Andreas Müller-Hartmann, Marita Schocker-von Ditfurth: Introduction to English Language Teaching, Klett, Stuttgart 2007, ISBN 978-3-12-939631-5